# Rui Costa Pimenta
Rui Costa Pimenta (San Paolo, 25 giugno 1957) è un giornalista e politico brasiliano affiliato al Partito della Causa Operaia (PCO). 
È nipote di João da Costa Pimenta.
Rui si è laureato alla Faculdade Cásper Líbero, avendo già lavorato nei movimenti studenteschi e sindacali, è stato uno dei fondatori del Partito dei Lavoratori (PT) nel 1980, integrando la tendenza PT Causa Operaia. Dopo divergenze politiche, la Causa fu espulsa dal PT nel 1995, l'anno in cui fu fondato il PCO. Pubblica il quotidiano Causa Operária , oltre a insegnare corsi e conferenze in Brasile e in Europa.

## Biografia
Rui Costa Pimenta ha iniziato la sua attività politica negli anni della dittatura militare, più precisamente nel 1976, opponendosi al regime. Ha iniziato la militanza nel movimento studentesco quando è entrato all'Università, partecipando al Congresso sulla rifondazione UNE nel 1980 (Salvador), ed è stato direttore del Centro accademico di studi letterari e linguistici (CAELL) della Facoltà di Lettere dell'USP.
Nel 1980 partecipa anche al Congresso della Fondazione della IV Organizzazione Internazionale, che darà origine alla Causa Operaia dei Lavoratori, basata sul nome del giornale dell'organizzazione. Durante gli anni '80 Rui ha partecipato alle grandi lotte sindacali contro il governo Sarney. Nel 1985, anno di maggiore crescita per il movimento di sciopero, è stato eletto direttore della Central Única dos Trabalhadores nella regione del San Paolo.
Nel 1992, i militanti della Causa Operaia dichiararono pubblicamente la loro rottura con il PT. Nel 1995 dopo tre anni di lavori preparatori, è stato avviato il Workers 'Cause Party, che ha ottenuto l'iscrizione provvisoria come parte legale. Nel 1996, dopo una campagna di affiliazione nazionale, il partito ha ottenuto la registrazione definitiva. Rui Costa Pimenta ha guidato questo difficile processo di organizzazione di un partito socialista e rivoluzionario in Brasile.

## Storia
Rui si è candidato alla Presidenza della Repubblica nel 2002, ottenendo 38.619 voti (0,05%).
Era di nuovo candidato nel 2006, ma la Corte elettorale superiore (TSE) ha respinto la domanda di registrazione della candidatura adducendo un errore nella resa dei conti riguardanti la campagna presidenziale delle elezioni del 2002. Per protesta, il partito ha iniziato a utilizzare la sua parte del programma politico per protestare contro la TSE e incoraggiare la popolazione a fare lo stesso. La parte ha affermato che l'azione della TSE era una "aberrazione legale", poiché la TSE ha utilizzato una decisione del 2004, con effetto retroattivo sul ritardo nella resa dei conti nel 2002. La protesta del PCO è stata sospesa perché, secondo il TSE si è verificata una "distorsione del programma trasmesso dall'associazione, che mostrava contenuti apparentemente offensivi e dissociati dai fini della libera propaganda elettorale".
Nel 2010 si è candidato per la seconda volta, ottenendo 12.206 voti (0,01%).
Nel 2014 si è candidato di nuovo, raggiungendo 12.324 voti (0,01%). In queste elezioni, Rui ha rilasciato interviste a Rede Globo, al sito web Congresso em Foco e Rádio CBN . Su Rede Globo, alla domanda sulle sue aspirazioni alle elezioni, il candidato ha dichiarato di competere a condizioni diseguali e che: "Corro senza la minima illusione. Non crediamo che il sistema elettorale ci permetta di vincere" e ha aggiunto: "l'obiettivo della candidatura è svolgere il ruolo di dibattito sul programma politico del partito ".
Nel 2018, Rui e il PCO hanno deciso di sostenere in modo critico la candidatura del candidato alla presidenza del PT , Luiz Inácio Lula da Silva . Il partito, tuttavia, ha rifiutato di entrare nella coalizione a causa di differenze programmatiche.

## Media e corsi
Rui Costa presenta il programma settimanale Analisi politica sul canale televisivo Causa Operária di YouTube, discutendo sui principali temi politici della settimana, dibattendo sui principali eventi politici internazionali della settimana.
Inoltre, Rui insegna corsi di formazione teorica e politica marxista all’Universidade de Férias  e Universidade Marxista, presentando temi di storia, economia e politica.
Uno dei suoi corsi è stato persino pubblicato sul quotidiano Folha de S.Paulo.